# Aeropuerto de Intá

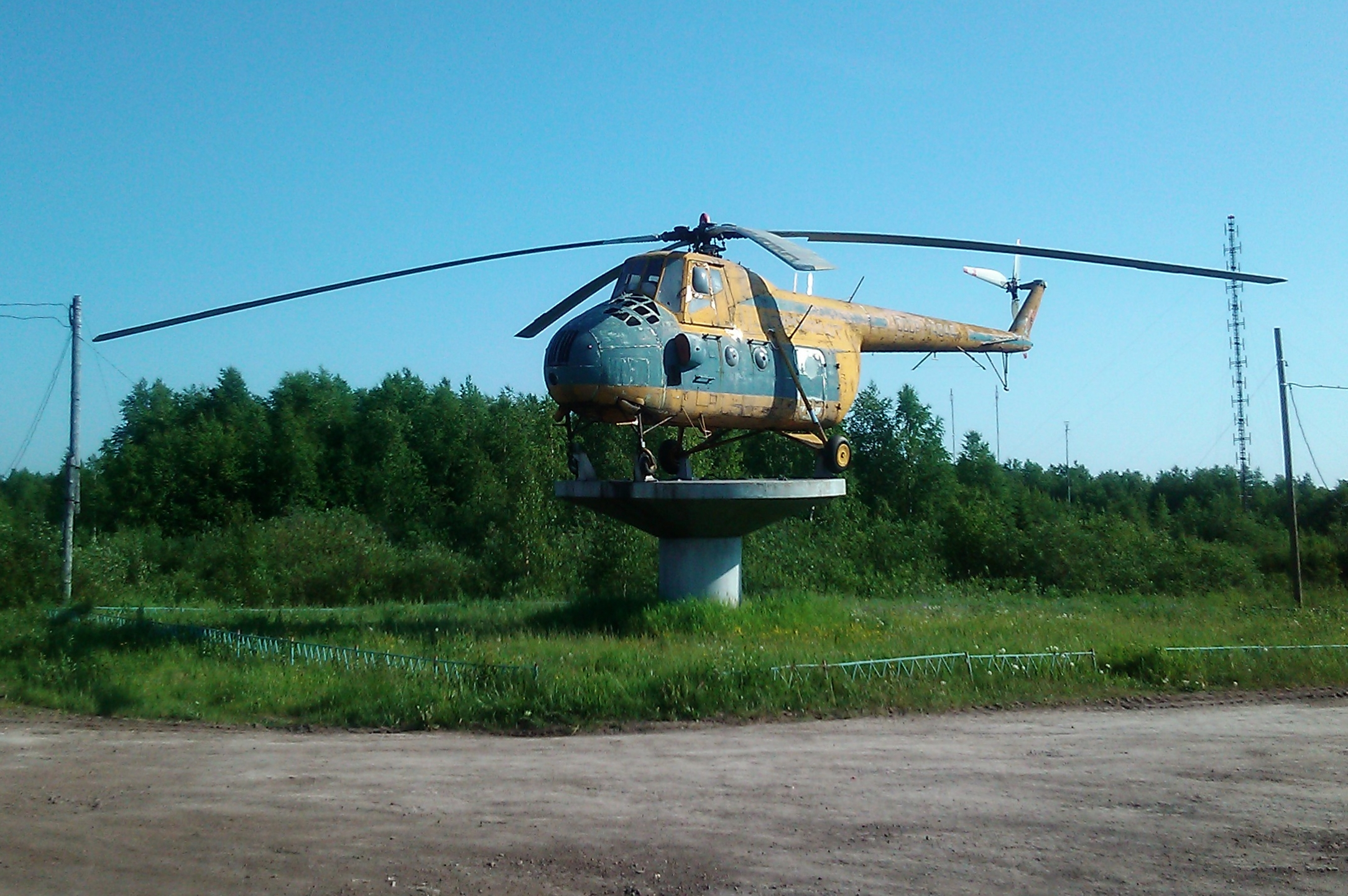
Helicóptero Mi-4 expuesto en Intá.

El Aeropuerto de Intá (del ruso: Аэропорт Инта) (IATA: INA; ICAO: UUYN) es un aeropuerto situado 2 km al norte de la ciudad de Intá, en la República Komi, en Rusia. 
El espacio aéreo está controlado desde el FIR de Syktyvkar (ICAO: UUYY) 
Según la operadora del aeropuerto, la compañía rusa Komiaviatrans, está cerrado a aviones de todo tipo.

## Pista
El aeropuerto de Intá dispone de una pista de hormigón en dirección 02/20 de 1.450x40 m. (4.757x131 pies) que permite el despegue o aterrizaje de todo tipo de helicópteros y de los aviones Antonov An-2, Antonov An-24 y Yakovlev Yak-40. El pavimento es del tipo PCN 14/R/C/X/T.
Sólo hay una calle de acceso que conecta la plataforma con la pista principal.